# Mieszkowice
Mieszkowice [mʲɛʃkɔˈvʲiʦɛ] (deutsch Bärwalde in der Neumark; kaschubisch: Berwôłd) ist eine Stadt in der polnischen Woiwodschaft Westpommern; sie gehört zum Powiat Gryfiński (Greifenhagener Distrikt) und hat etwa 3500 Einwohner.

## Geographische Lage

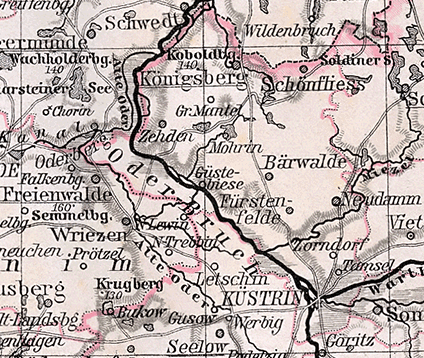
Bärwalde östlich des Oderbruchs und nördlich von Küstrin auf einer Landkarte von 1905

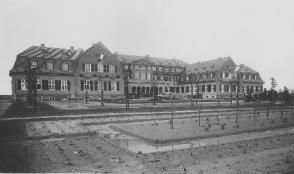
Der Luisenhof 1935

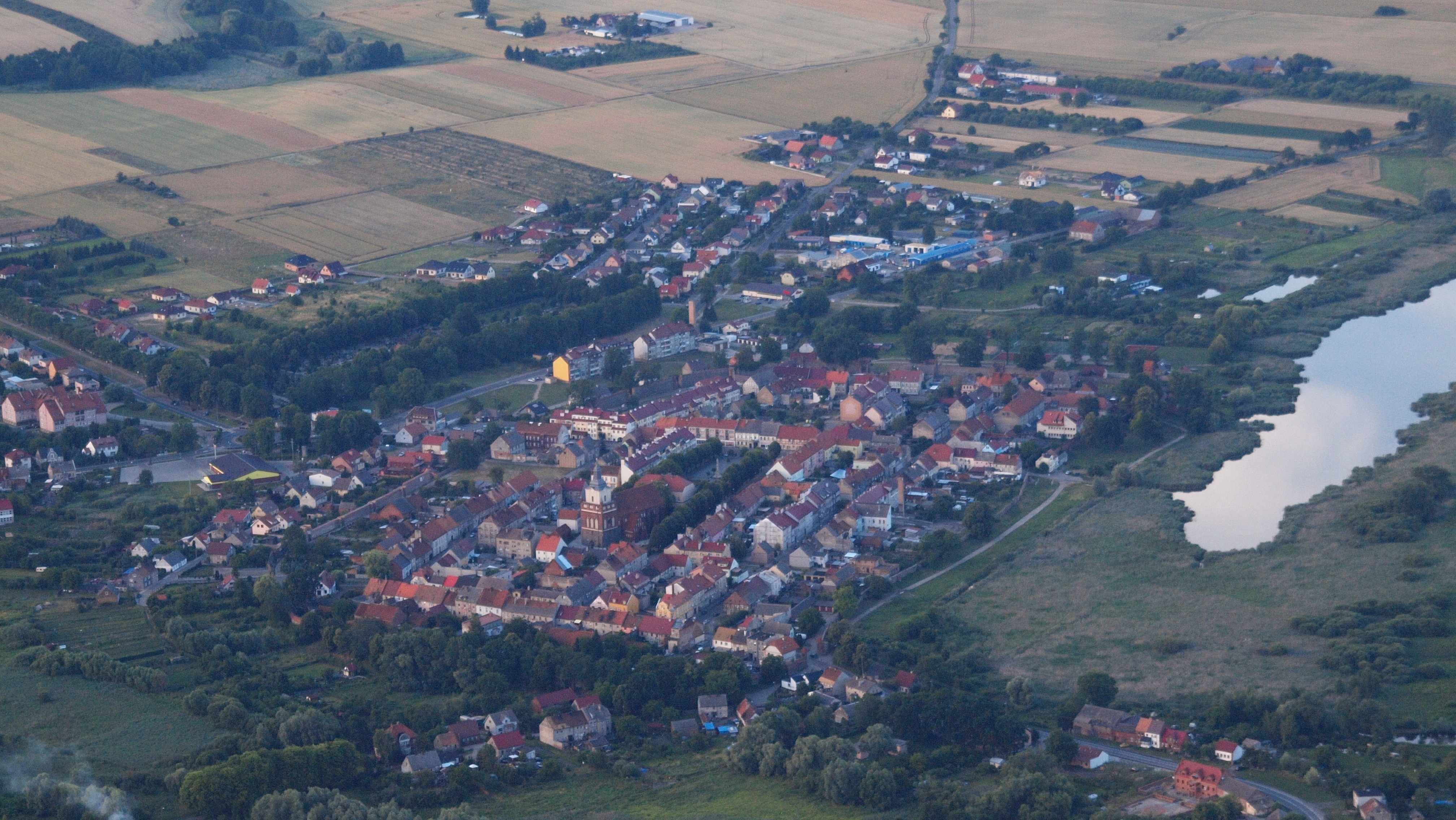
Mieszkowice von oben

Die Stadt liegt in der Neumark am Fluss Kuritz (poln. Kurzyca), 15 Kilometer östlich der Oder.
Über die Landesstraße 31 (droga krajowa 31) sind nach Norden Königsberg in der Neumark (Chojna) und nach Süden Küstrin zu erreichen. Der deutsch-polnische Grenzübergang Hohenwutzen ist 40 Kilometer entfernt. Es besteht Anschluss an die Eisenbahnlinie von Stettin nach Küstrin. Im Westen befindet sich ein großes Waldgebiet, das touristisch erschlossen ist. Bei den zur Gemeinde gehörenden Dörfern Troszyn (Trossin) und Zielin wird Erdgas und Erdöl gefördert.

## Geschichte

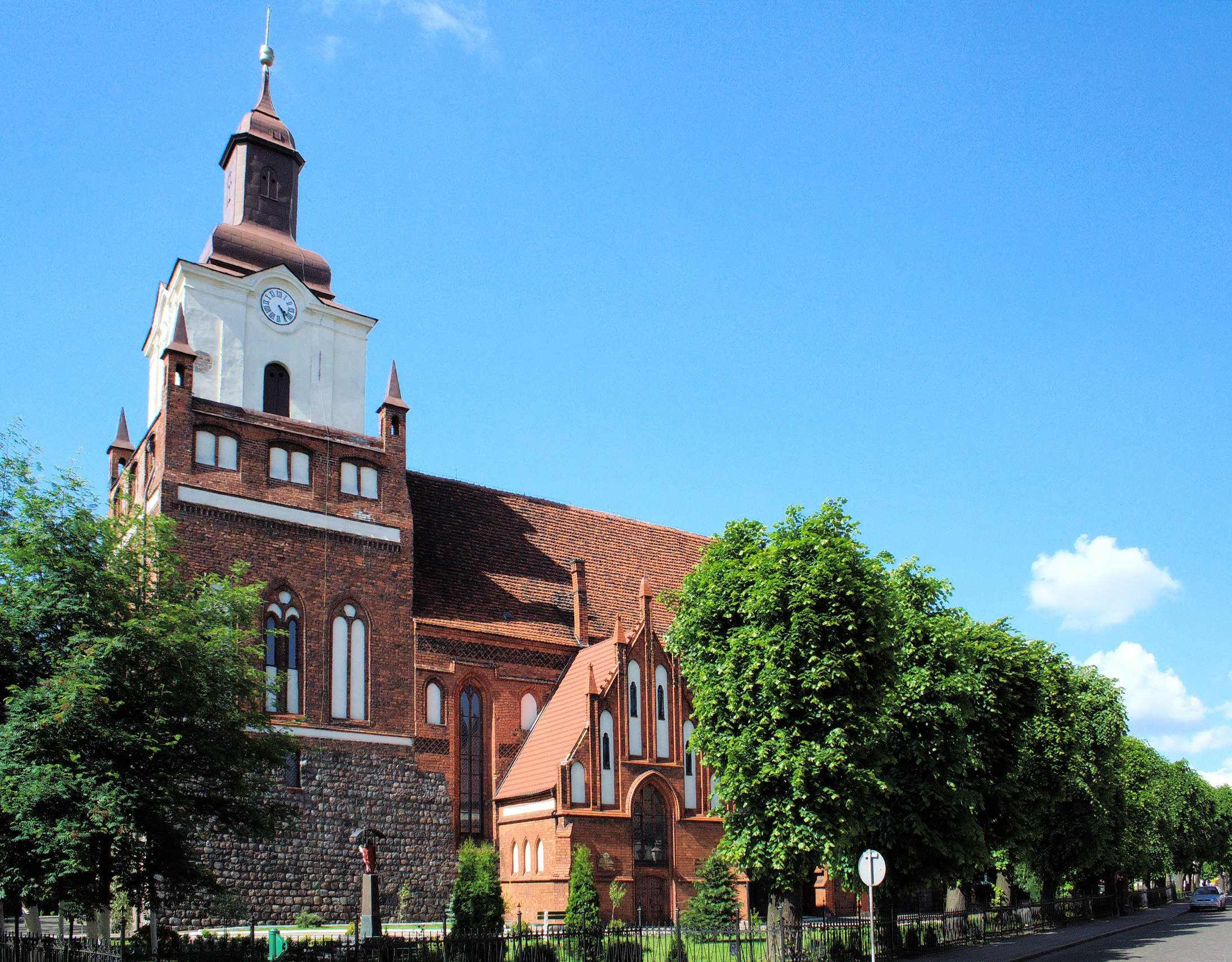
Kirche der Verklärung

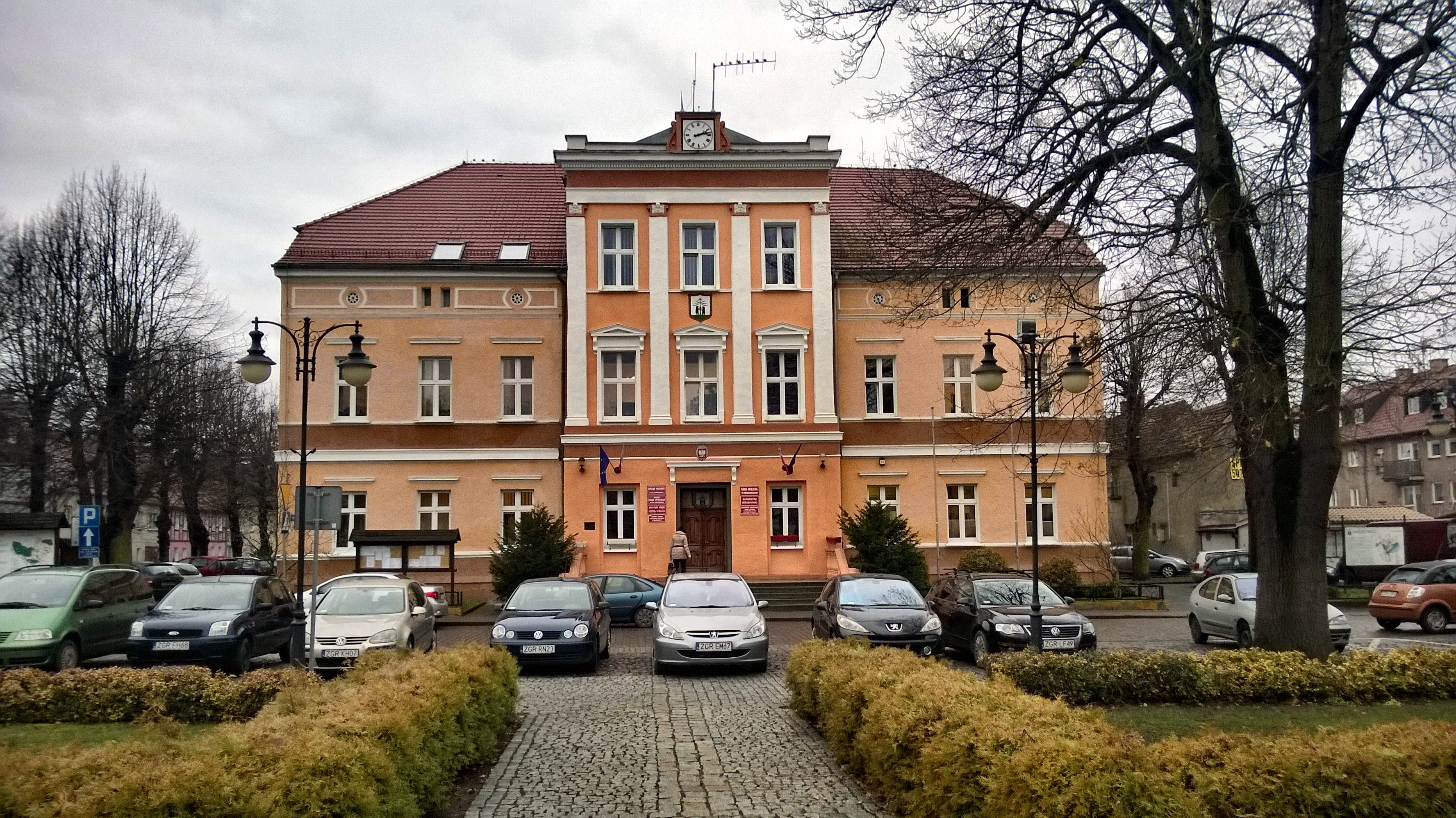
Rathaus

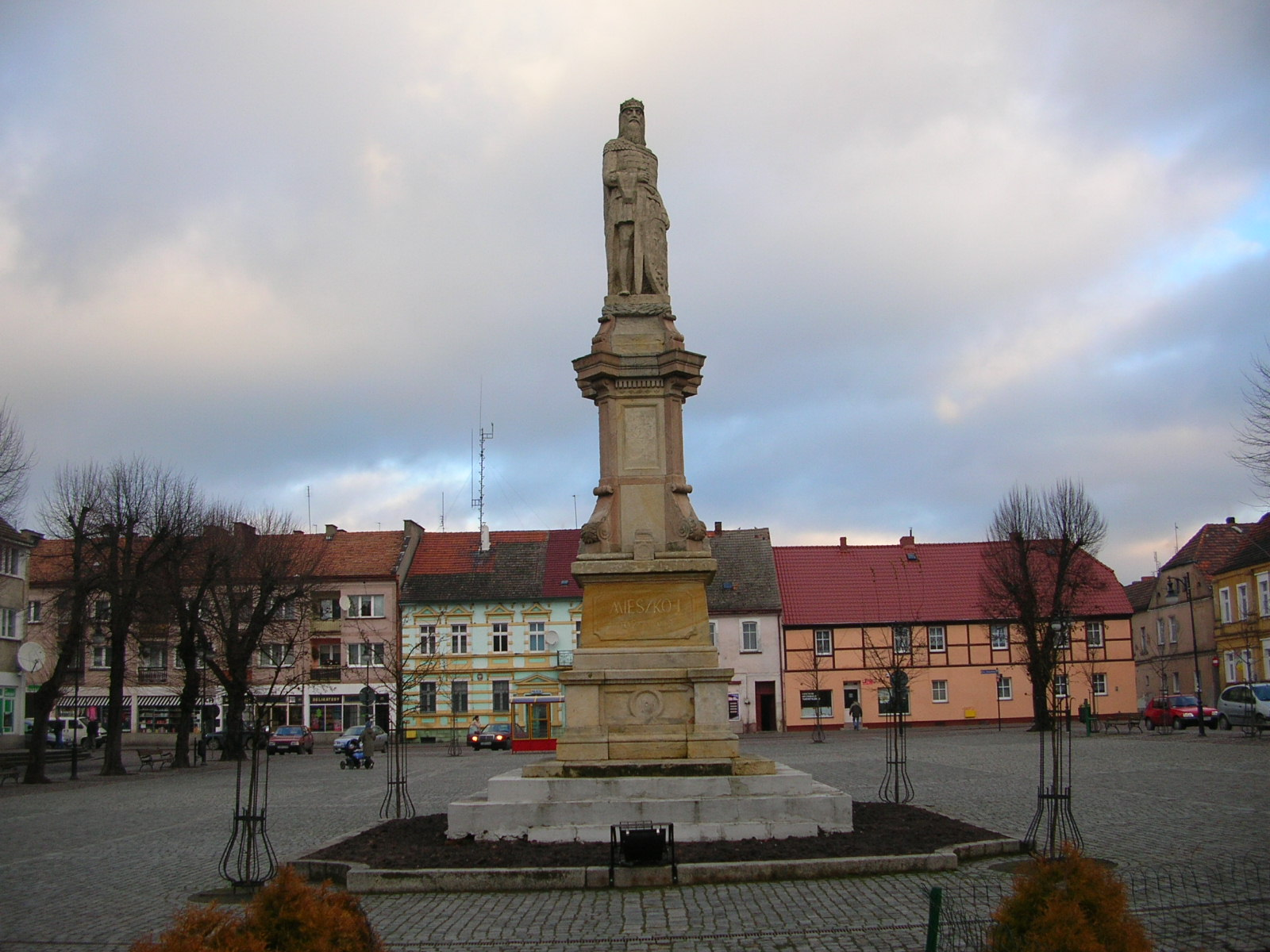
Denkmal für Mieszko I. auf dem Marktplatz von Mieszkowice

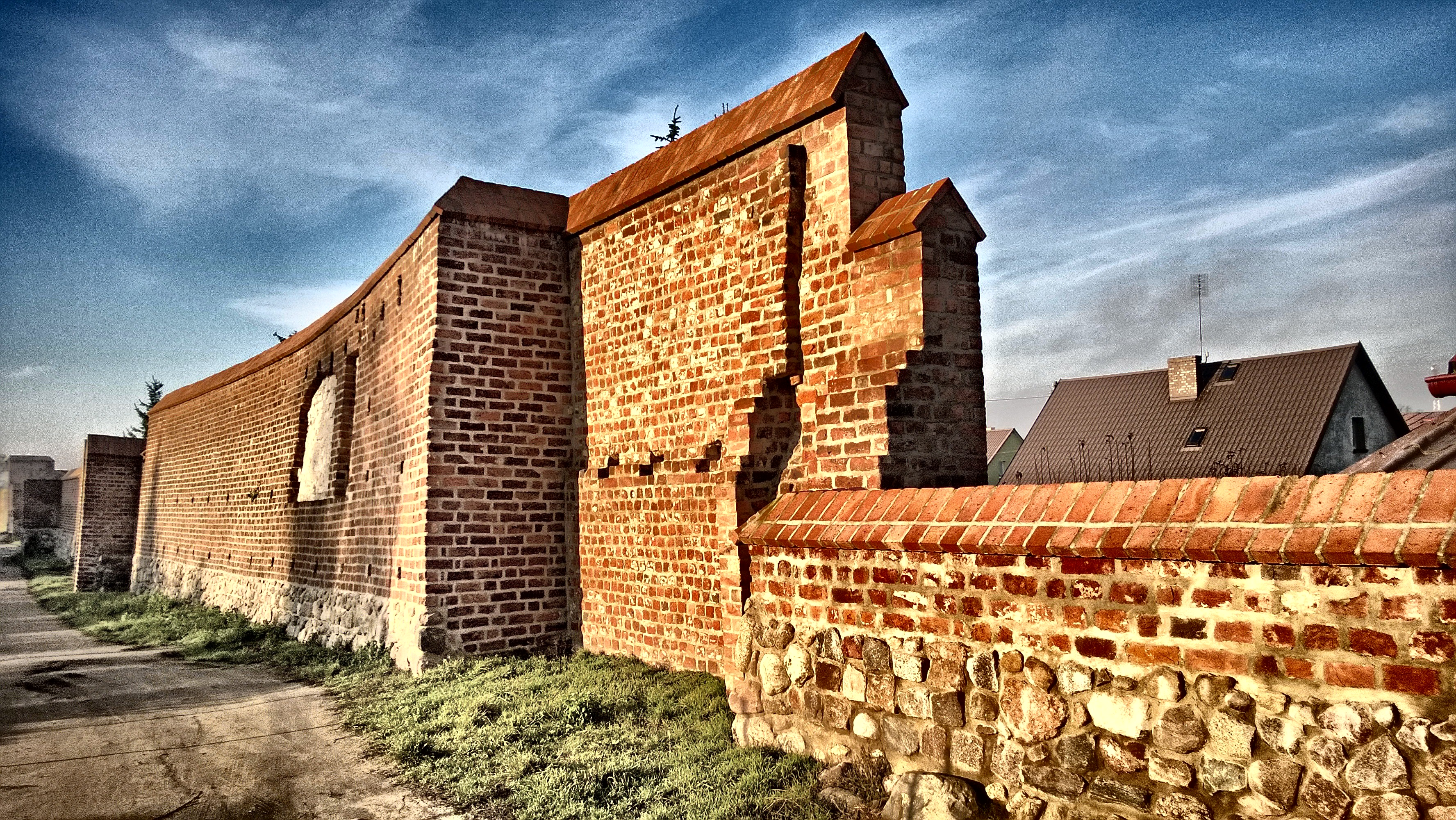
Reste der mittelalterlichen Stadtmauer

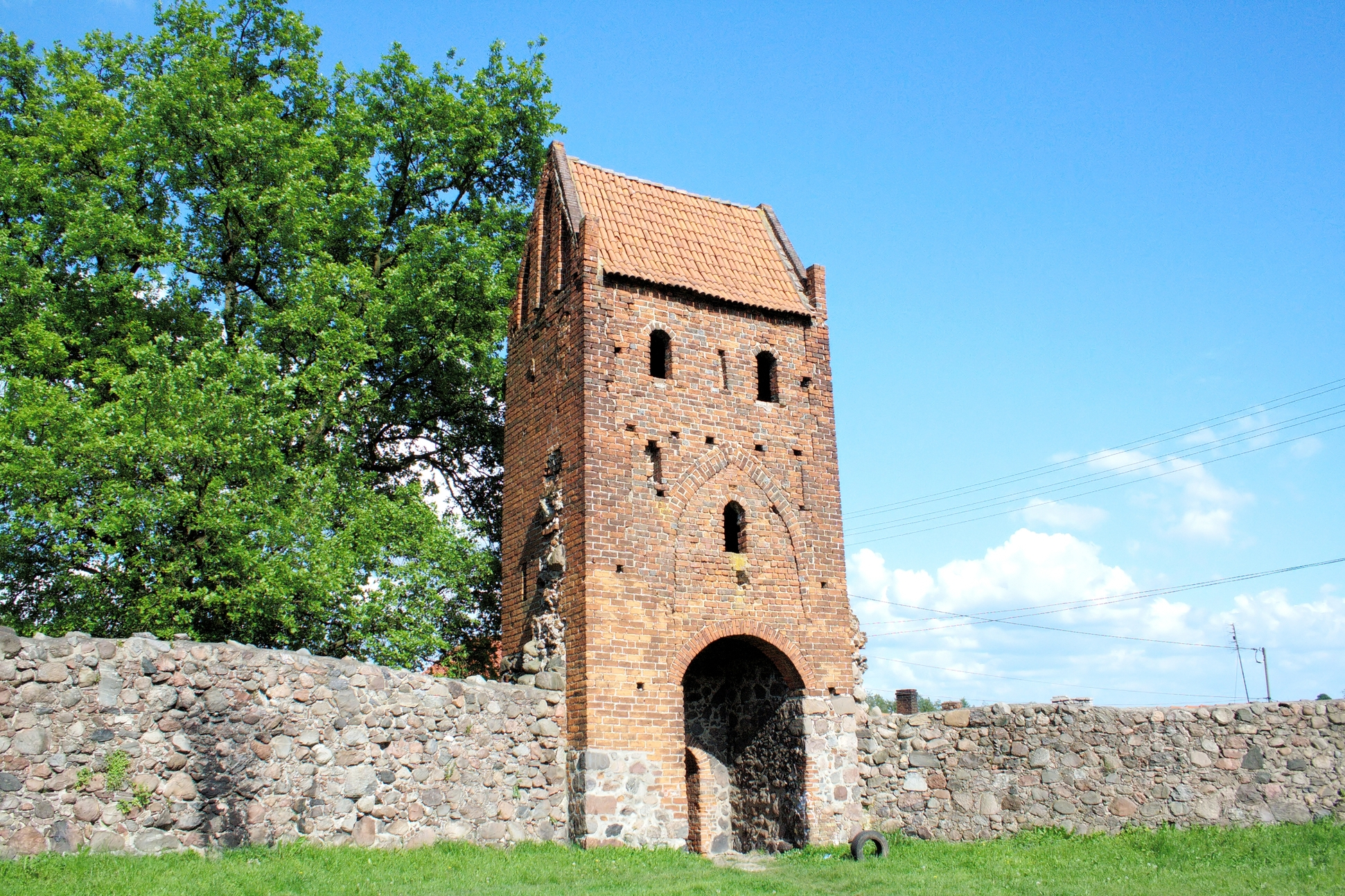
Pulverturm

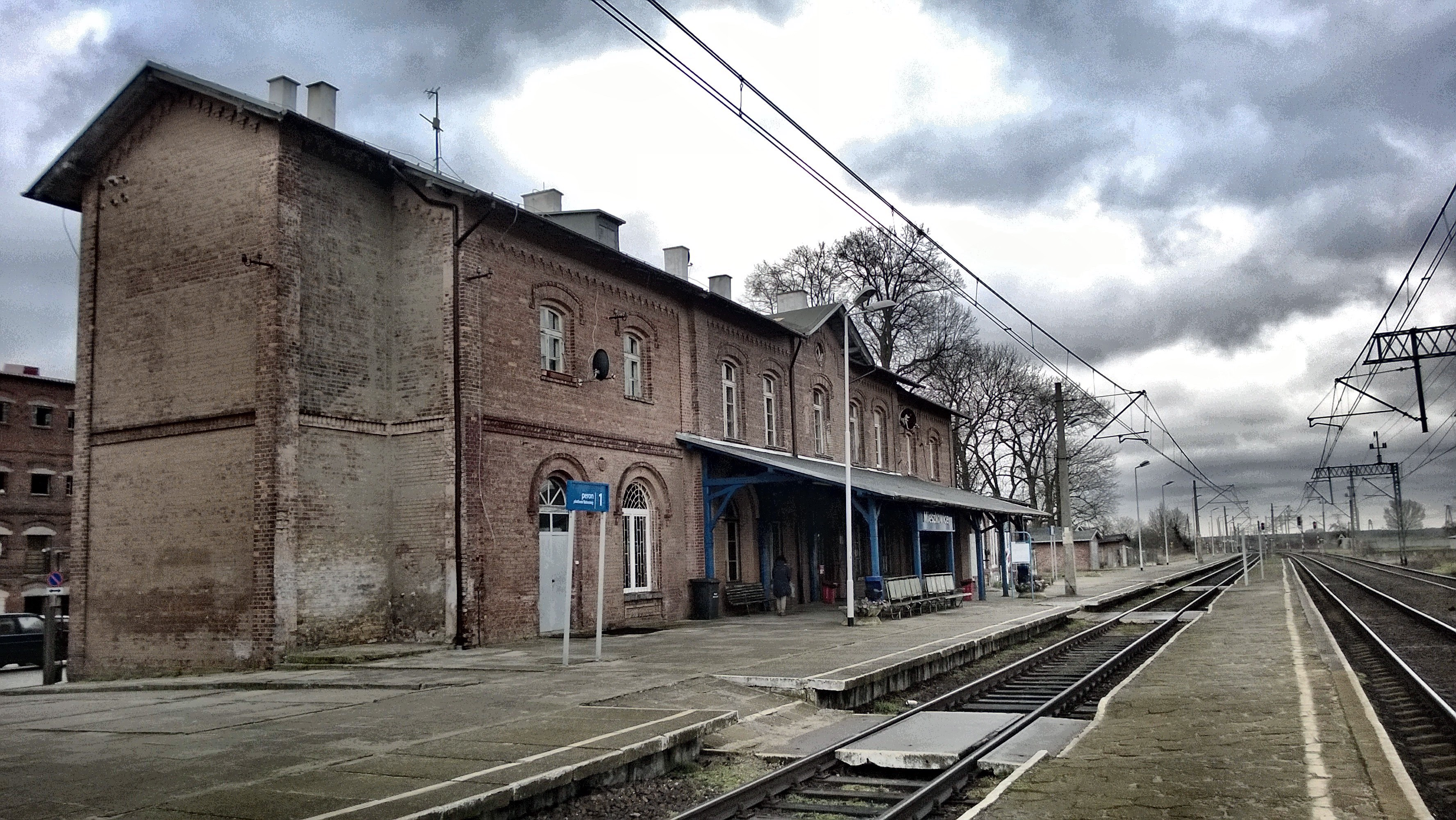
Bahnhof Mieszkowice

Über den Zeitpunkt der Besiedlung des Ortes, die vermutlich im 13. Jahrhundert erfolgte, ist wenig überliefert. Sie wird dem Rittergeschlecht Behr zugeschrieben, das auch die Orte Bernstein (polnisch Pełczyce) und Bärfelde (polnisch Smolnica) begründete. Archäologische Funde deuten darauf hin, dass an der alten Handelsstraße von Küstrin nach Stettin einmal eine größere Burg gestanden hat.
Auf einer Halbinsel am Bärwalder See und den Kuritzsümpfen erfolgte die planmäßige Stadtanlage um einen großen Marktplatz. Markgraf Albrecht III. hielt sich seit 1295 nachweislich mehrfach in Berenwalde auf, in diesem Zusammenhang wurde der Ort im Jahre 1298 erstmals als civitas bezeichnet. 1298 begann der Bau der Marienkirche. Ob Albrecht die Ansiedlung zur Stadt erhob, bleibt ebenfalls ungewiss. Bärwalde blieb auch unter seinen Nachfolgern ein beliebter Aufenthaltsort der brandenburgischen Markgrafen. Am 14. August 1319 verstarb in Bärwalde der letzte askanische Markgraf von Brandenburg, Woldemar, der der Stadt zuvor im Jahre 1317 die Stadtrechte erneuert hatte. 1320 verstarb hier auch sein Neffe Heinrich im Alter von zehn oder zwölf Jahren, damit erlosch die Linie.
1337 umfasste das Bärwalder Land 29 Dörfer und die Immediatstadt war das Zentrum des Herrschaftsgebietes der Ritterfamilie Behr. Zu dieser Zeit gehörten viele Bewohner der Stadt und ihrer Umgebung der religiösen Bewegung der Waldenser an. 1353 wurde Bärwalde zur Münzstätte der Neumark.
Bärwalde war seit dem 14. Jahrhundert eine ummauerte Stadt. Die Stadtmauer mit ihren 26 Weichhäuser blieb erhalten, die Stadttore wurden abgetragen. Die Hussiten fielen 1433 in Bärwalde ein und brannten die Stadt nieder. In den Jahren 1540 und 1558 erlitt die Stadt durch Stadtbrände starke Zerstörungen.
Während des Dreißigjährigen Krieges handelten hier am 23. Januar 1631 der schwedische Bevollmächtigte Gustaf Graf Horn mit dem Gesandten Richelieus, Hercule de Charnacé, den Vertrag von Bärwalde aus, in dem Frankreich einen großen Teil der schwedischen Kriegskosten übernahm.
1633 wurde die Stadt durch die Truppen Wallensteins verwüstet. 1637 erfolgte der Durchzug des schwedischen Heeres. Infolge der mehrfachen Plünderungen und Zerstörungen verödete die Stadt. Noch 1680 betrug die Zahl der Bürger Bärwaldes lediglich 80. Im Jahr 1705 wurde am Marktplatz das Rathaus neu erbaut. Im 18. Jahrhundert erholte sich die Stadt etwas, Bärwalde erlangte aber nie wieder seine einstige Bedeutung und blieb eine Ackerbürgerstadt.
Ein Aufschwung setzte durch neue Verkehrsanbindungen ein. 1853 entstand die Chaussee nach Küstrin. 1877 erhielt die Stadt durch die Bahnstrecke von Stettin nach Küstrin einen Eisenbahnanschluss. Am Anfang des 20. Jahrhunderts hatte Bärwalde in der Neumark eine evangelische Kirche, eine Synagoge und war Sitz des Amtsgerichts Bärwalde in der Neumark.
Von 1914 bis 1945 gab es in der Stadt eine dem Reifensteiner Verband zugeordnete Wirtschaftliche Frauenschule, später Landfrauenschule Luisenhof. Der Betreiber war der Verwaltungsrat der Evangelischen Frauenhilfe e. V.
Von 1818 bis 1945 war Bärwalde Teil des Landkreises Königsberg (Neumark) im Regierungsbezirk Frankfurt der Provinz Brandenburg.
Gegen Ende des Zweiten Weltkriegs wurde die Region mit Bärwalde im Frühjahr 1945 von der Roten Armee besetzt. Bis auf wenige Häuser hatte die Stadt durch die Kriegshandlungen kaum Schäden erlitten. Nach Kriegsende wurde Bärwalde unter polnische Verwaltung gestellt. Es begann die Zuwanderung polnischer Migranten, die zum Teil aus von Polen nach dem Ersten Weltkrieg östlich der Curzon-Linie eroberten Gebieten kamen. Die Stadt erhielt den neuen Namen Mieszkowice (benannt nach dem polnischen Herzog Mieszko I.). Soweit die deutschen Bewohner nicht vor Kriegsende geflohen waren, wurden sie in der Folgezeit von der örtlichen polnischen Verwaltungsbehörde vertrieben.

### Demographie
| Jahr | Einwohnerzahl | Anmerkungen                                                                       |
| ---- | ------------- | --------------------------------------------------------------------------------- |
| 1750 | 1479          | [ 5 ]                                                                             |
| 1801 | 1755          | darunter neun jüdische Familien mit 73 Individuen, zusätzlich 216 Militärpersonen |
| 1840 | 2913          | [ 5 ]                                                                             |
| 1850 | 3505          | darunter fünf Katholiken und 69 Juden                                             |
| 1858 | 3782          | darunter fünf Katholiken und 69 Juden                                             |
| 1867 | 3872          | am 3. Dezember                                                                    |
| 1871 | 3721          | am 1. Dezember, davon 3721 Evangelische, sieben Katholiken und 37 Juden           |
| 1875 | 4010          | [ 8 ]                                                                             |
| 1880 | 3901          | [ 8 ]                                                                             |
| 1890 | 3818          | darunter 23 Katholiken und 24 Juden                                               |
| 1900 | 3613          | fast nur Evangelische                                                             |
| 1933 | 3575          | [ 8 ]                                                                             |
| 1939 | 3442          | [ 8 ]                                                                             |

|
|}

## Verkehr
Der Bahnhof Mieszkowice liegt an der Bahnstrecke Wrocław–Szczecin.

## Bauwerke
- Kirche der Verklärung, bis 1946 evangelische Marienkirche. Frühgotischen Bau aus dem 14. Jahrhundert, dessen älterer Teil vor 1297 aus Quadern erbaut und mit einem Granitportal versehen wurde. Der obere Teil des 1755 abgebrannten Glockenturms wurde 1782 neu erbaut und ist mit Blech beschlagen.
- Stadtbefestigung aus dem 13.–16. Jahrhundert, die 5–7 Meter hohe Stadtmauer ist vollständig erhalten. Die Tore wurden abgerissen, nur der Pulverturm aus dem 15. Jahrhundert blieb erhalten.
- Rathaus am Marktplatz, klassizistische Fassade von 1805

## Städtepartnerschaften
- Wriezen, Deutschland

## Persönlichkeiten

### Söhne und Töchter der Stadt
- Johann Friedrich Gentz (1726–1810), preußischer Münzbeamter, Generaldirektor der königlichen Münze in Berlin
- Friedrich Wilhelm Lüdersdorff (1801–1886), deutscher Chemiker
- Reinhold Grundemann (1836–1924), deutscher evangelischer Theologe und Missionsschriftsteller
- Hans Beiersdorf (1875–1945), deutscher Ingenieur und Unternehmer, Direktor der Siemens-Schuckert-Werke AG
- Peter Ostermeyer (* 1943), deutscher Schachmeister
- Bert Beel (* 1944), deutscher Sänger
- Irene Fröhlich (* 1944), deutsche Politikerin (Bündnis 90/Die Grünen)
- Barbara Gentikow (1944–2014), deutsche Skandinavistin und Professorin für Medienwissenschaft
- Angelika Waller (* 1944), deutsche Schauspielerin und Professorin für Schauspielkunst

### Mit der Stadt verbunden
- Elias Loccelius (1621–1704),  brandenburgischer Chronist, war von 1650 bis 1673 Pfarrer in Bärwalde

## Gemeinde
Die Stadt- und Landgemeinde Mieszkowice umfasst ein Gebiet von 239 km² mit 7405 Einwohnern. Dazu gehören folgende Orte mit Schulzenämtern (sołectwo). Ehemalige deutsche Namen sind in Klammern:
| - Czelin (Zellin) - Goszków (Gossow) - Kłosów (Klossow) - Kurzycko (Voigtsdorf) | - Plany - Stare Łysogórki (Alt Lietzegöricke bzw. Lietzegöricke) - Stary Błeszyn (Alt Blessin bzw. Blessin) - Mieszkowice (Bärwalde) | - Troszyn (Trossin) - Wierzchlas (Falkenwalde) - Zielin (Sellin) |

Weitere Ortschaften der Landgemeinde ohne Schulzenamt sind:
| - Chrzęstno - Goszkówek (Gräfendorf) - Gozdowice (Güstebiese) - Jamno - Kamionka (Steinbachsgrund) - Kępa Troszyńska (Kapernaum) | - Kiwity (Kiewitt) - Mirogniew (Woltershof) - Motary (Plantage) - Nowiny - Ostępy - Ranowo (Karlshöhe) | - Rogaczewo (Rote Mühle) - Sitno (Schönfeld) - Starzyn - Wierzchlasek (Neu Falkenwalde) |